# Hexobarbital
Hexobarbitalul este un anestezic general, hipnotic și sedativ din clasa barbituricelor, utilizat pentru inducerea anesteziei generale. Sarea sa sodică se administrează intravenos.